# Царинский, Михаил Маркович
Михаил Маркович Царинский (23 ноября 1931, г. Полтава, УССР — 13 июня 2020, г. Краснодар, Россия) — советский и российский врач-стоматолог, доктор медицинских наук, заслуженный врач России (1995), Заслуженный деятель науки Кубани, Отличник здравоохранения. Заведовал кафедрой терапевтической стоматологии с 1965 по 2005 год. Основатель научной школы терапевтической стоматологии.

## Биография
Отец: Царинский Марк Львович (1912—1975 гг.), мать: Царинская Прасковья Григорьевна (1911—1995 гг).
Поступил в Московский медицинский стоматологический институт (ММСИ) в 1949 г. После второго курса был переведён в Иркутский медицинский институт на стоматологический факультет, окончил его в 1954 г. По окончании клинической ординатуры был назначен главным врачом вновь организованной областной стоматологической поликлиники Иркутской области. Кроме приказа о его назначении в его распоряжение не было предоставлено ничего. В этой должности проявились лучшие качества Михаила Марковича как организатора, способного преодолевать любые трудности. Менее чем за год ему удалось сформировать коллектив единомышленников, добиться помещения для поликлиники и оснастить его самым совершенным оборудованием. По его инициативе были организованы передвижные бригады, которые выезжали в самые отдалённые уголки области. За 5-летний период работы главным врачом областной поликлиники в области не погиб ни один больной от травм лица, челюстей и острых одонтогенных воспалительных процессов.
Наряду с большой лечебной и организационной работой М. М. Царинский активно вёл научные исследования. Для разработки он избрал очень сложную проблему, посвящённую влиянию центральной нервной системы на патологию ротовой полости. Он установил уникальный факт нервной регуляции защитных реакций тканей зуба, доказав, что заместительный дентин образуется под влиянием раздражения соответствующих нервных образований.
В 1962 году он защитил кандидатскую диссертацию, посвящённую изменениям зубных тканей и пародонта у животных под влиянием повреждения и хронического раздражения головного мозга. В том же году он был избран заведующим кафедрой стоматологии вновь открытого Читинского медицинского института. Наряду с работой на кафедре Михаил Маркович совмещал деятельность декана факультета.
С сентября 1965 года Царинский трудится в стенах Кубанского медицинского института, в начале доцентом объединённой кафедры стоматологии, а затем, с 1968 года, заведующим кафедрой терапевтической стоматологии.
В 1968 году он с блеском защитил докторскую диссертацию «Материалы к патогенезу и лечению пульпита» (клинико-экспериментальные исследования) на специализированном совете Московского медико-стоматологического института, посвящённую биологии и патологии пульпы зуба. Вскоре ему было присвоено учёное звание профессора. В этой работе Михаил Маркович доказал, что воспаление пульпы зуба представляет собой не узколокальный процесс, мало связанный с организмом, а общее заболевание организма, вызывающее существенные сдвиги практически во всех его органах и системах, особенно нервной и эндокринной.
Похоронен на аллее Почетных граждан города на Славянском кладбище.
Семья
Дочь: Царинская Наталья Михайловна, кандидат медицинских наук.
Сын: Царинский Сергей Михайлович, врач-стоматолог.

## Деятельность
За 47-летний период работы в стенах вуза Михаилу Марковичу удалось сформировать большой коллектив единомышленников, развивающих и углубляющих его идеи. Под его руководством защищено 5 докторских и 40 кандидатских диссертаций, посвященные в основном патологии пульпы зуба. С результатами своих исследований и работ сотрудников Царинский многократно выступал на всесоюзных, всероссийских, закавказских, среднеазиатских съездах и конференциях стоматологов, ряде конгрессов в зарубежных странах. Его по праву считают одним из самых авторитетных стоматологов страны.
Выполнил и опубликовал 179 научных работ, подготовил раздел по кариесу и его осложнениям для 3-го издания справочника по стоматологии, написал и опубликовал 4 учебных пособия, 16 методических рекомендаций для врачей и студентов, подготовил к печати 11 сборников научных трудов и материалов конференций, является автором 4 изобретений и патентов.
На протяжении всей жизни он вел общественную работу. Многократно избирался членом правления и ревизионной комиссии Всесоюзного и Всероссийского обществ стоматологов, членом редакционного совета журнала «Стоматология», председателем методического совета по пропаганде здорового образа жизни краевой организации общества «Знание», председателем диссертационного совета по стоматологии при Кубанской медицинской академии, председателем бюро рационализаторов академии и пр. Более 20 лет Михаил Маркович возглавлял краевое общество стоматологов, которое многократно признавалось одним из лучших в республике. За успехи в общественной работе он удостоен ордена «За заслуги перед стоматологией» I степени, за наивысшие успехи в науке и общественной жизни.

## Научные труды
- Морфологические изменения зубных и околозубных тканей у животных после повреждения и хронического раздражения коры головного мозга. — 1961 г.
- Материалы к патогенезу и лечению пульпита. — 1968 г.
- Эпидимиология заболеваний полости рта у взрослого городского населения и определение потребности в кадрах для их лечения и реабилитации.
- Царинский М. М. Терапевтическая стоматология: учебник. — М.: МарТ, 2004. — 415 с. — ISBN 5-241-00360-6.